# Muerte dudosa
Muerte dudosa es un telefilme de Argentina dirigido por Juan José Jusid sobre el guion de Cecilia Absatz que se estrenó en 1994 en Canal 13. Tuvo como actores principales a  Víctor Laplace y María Socas.

## Sinopsis
Cuando un joven dueño de una importante editorial que estaba haciendo una investigación periodística acerca de un negocio supuestamente sucio es encontrado muerto de un tiro en la cabeza, todo hace suponer que se trató de un asesinato.

## Comentario
María Núñez escribió:

”Filmado en locaciones reales y no en decorados…fue concebido como un policial romántico que comienza con la muerte de un empresario periodístico, y que de algún modo se vincula con el tema de la corrupción. Con lenguaje cinematográfico y un equipo compuesto totalmente por técnicos de cine, el director lo rodó en tres semanas.

## Reparto
Participaron del telefilme los siguientes intérpretes: 
- Víctor Laplace
- María Socas
- César Vianco
- Patricia Sarán
- Dora Baret
- Gigi Rua
- Manuel Callau
- Salo Pasik
- Walter Balzarini
- Miguel Dedovich
- Carlos Santamaría
- Augusto Larreta
- Silvina Sabater
- Daniel Marcove
- Silvina Chediek